# Мордовцев, Михаил Самуилович
Михаи́л Самуи́лович Мордо́вцев (1876 год, Стародеревяновка, около Ейска, Российская империя — 1920 год, Владикавказ, Терская советская республика) — революционный деятель, участник Гражданской войны на Северном Кавказе.

## Биография
В 1908 году Михаил Мордовцев вступил в ВКП(б). За свою революционную деятельностью неоднократно подвергался преследованиям. Избирался депутатом на I-й и позднее на II-й съезды Советов рабочих и солдатских депутатов Терской области. Во время занятия белогвардейцами Терской Советской республики Кавказский краевой комитет ВКП (б) направил Михаила Мордовцева на Северный Кавказ для организации партизанского движения.
В 1920 году был назначен председателем Владикавказского революционного комитета. Скончался в 1920 году во Владикавказе.

## Память
- В 1926 году именем Михаила Самуиловича Мордовцева названы улицы во Владикавказе и Грозном.